# Clickbait (miniserie televisiva)
Clickbait è una miniserie televisiva creata da Tony Ayres e Christian White. È stata pubblicata su Netflix il 25 agosto 2021.

## Trama
Dopo la misteriosa scomparsa di Nick Brewer, appare in un video virale in cui appare l’uomo   con dei cartelli in mano attraverso i quali accusa se stesso di stupro e omicidio. Quando il primo contenuto messo online avrà raggiunto 5 milioni di visualizzazioni, Nick morirà. 

## Puntate
| Puntate        | Episodi | Pubblicazione |
| -------------- | ------- | ------------- |
| Prima stagione | 8       | 2021          |

## Cast
- Adrian Grenier: Nick Brewer
- Betty Gabriel: Sophie Brewer, moglie di Nick
- Zoe Kazan: Pia Brewer, sorella di Nick
- Phoenix Raei: Roshan Amir, detective che si occupa del caso Nick Brewer
- Elizabeth Alexander: Andrea Brewer, madre di Nick e Pia
- Abraham Lim: Ben Park, il reporter determinato ad intervistare la famiglia di Nick
- Jessie Collins: Emma Beesley, amante di Nick
- Ian Meadows: Matt Aldin, miglior amico di Nick e suo collega
- Steve Mouzakis: Zach De Luca, collega di Roshan Amir
- Daniel Henshall: Simon Oxley, fratello di Sarah Burton
- Motell Foster: Curtis Hamilton, amante di Sophie
- Jaylin Fletcher: Kai Brewer, figlio di Nick
- Cameron Engels: Ethan Brewer, figlio di Nick